# Alcair ibne Maomé ibne Cazar
Alcair ibne Maomé ibne Cazar (al-Khayr ibn Muhammad ibn Khazar) foi nobre magraua do século X, membro do clã Banu Cazar.

## Vida

Califado Fatímida

Alcair era filho de Maomé e tataraneto do fundador epônimo dos Banu Cazar. Tinha um irmão chamado Hâmeza. Em 922/923, Maomé fugiu ao deserto rumo a Sijilmassa com a aproximação do exército chefiado por Abu Alcácime, filho do califa Ubaide Alá (r. 909–934). Porém, logo Maomé retornou como chefe de um exército ao Magrebe Central, onde tomou posse dos territórios banhados pelo rio Chelife, a terra natal dos magrauas, e Tenés, expulsou os apoiantes dos fatímidas do Zabe e capturou a cidade de Orã, onde instalou Alcair como governador.
Em 944/945, lutou nas expedições de Maomé contra o Califado Fatímida no Magrebe Central, quando atacaram guarnições fatímidas de Biscra e Tierte que caíram diante seu avanço. As expedições foram bem sucedidas para os magrauas e seus aliados, os omíadas, porém os fatímidas logo se reorganizam e sob o califa Ismail Almançor (r. 946–953) conseguiram derrotar os carijitas nucaritas que estavam se rebelando no Magrebe Central e Ifríquia e submeter Maomé em 946/947. Apesar da derrota, Alcair, que nesse momento era senhor de Laguate, não se submeteu e se manteve fiel califa omíada Abderramão III (r. 912–961), exceto em ca. 945/946, quando reconheceu a suserania do califa fatímida. Em 951/952, enviou seu filho Futu ao Alandalus, à corte omíada de Córdova. Seu outro filho, chamado Maomé, sucedeu ao avô como emir dos magrauas após 961/962.